# MACS J1115.9+0129
MACS J1115.9+0129 è un ammasso di galassie situato in direzione della costellazione del Leone alla distanza di oltre 3,7 miliardi di anni luce dalla Terra (light travel time).
È stato uno dei 25 ammassi di galassie studiati con il Telescopio spaziale Hubble nel corso di una campagna di osservazioni denominata Cluster Lensing And Supernova survey with Hubble (CLASH) nel corso di un periodo di tre anni e mezzo (2010-2013). L'effetto di lente gravitazionale ha permesso di rilevare le immagini, amplificate di svariate galassie distanti situate alle spalle dell'ammasso con un redshift, calcolato con metodo fotometrico, compreso tra 5,8 e 8,0.

## Galassie remote individuate dal lensing gravitazionale
La tabella riporta la lista di galassie remote "candidate". Il redshift è stato calcolato con metodo fotometrico.
| Nome          | R.A.          | DEC          | Distanza (Miliardi a.l.)(*) | Redshift (z) |
| ------------- | ------------- | ------------ | --------------------------- | ------------ |
| MACS1115-1658 | 11h 15m 48.3s | +01° 28′ 57″ | 12,737                      | 5,8          |
| MACS1115-0352 | 11h 15m 53.3s | +01° 30′ 36″ | 12,818                      | 6,2          |
| MACS1115-0240 | 11h 15m 54.6s | +01° 30′ 44″ | 12,836                      | 6,3          |
| MACS1115-0907 | 11h 15m 49.2s | +01° 29′ 57″ | 12,836                      | 6,3          |
| MACS1115-1618 | 11h 15m 49.7s | +01° 29′ 03″ | 12,836                      | 6,3          |
| MACS1115-0091 | 11h 15m 54.1s | +02° 31′ 01″ | 12,854                      | 6,4          |
| MACS1115-0850 | 11h 15m 52.2s | +01° 30′ 01″ | 12,978                      | 7,2          |
| MACS1115-0356 | 11h 15m 51.1s | +01° 30′ 35″ | 13,075                      | 8,0          |

(*) ("light travel time")